# Nederlandse Beroepsvereniging Tolken Gebarentaal
Nederlandse Beroepsvereniging Tolken Gebarentaal (NBTG) is een Nederlandse beroepsorganisatie van tolken voor doven in Nederland.
In 1988 werd de organisatie als Nederlandse Vereniging van Tolken voor Doven (NVTD) opgericht en in 2000 werd de naam gewijzigd. De NBTG behartigt de belangen van studenten en tolken Nederlandse Gebarentaal in Nederland. Schrijftolken hebben zich in 2007 en 2008 als proeflid kunnen aanmelden bij de NBTG; dit is echter per 2009 niet gecontinueerd.
De NBTG heeft een beroepscode waar de tolk gebarentaal zich aan dient te houden. Een van de zaken waar een tolk zich volgens deze code aan moet houden is bijvoorbeeld de zwijgplicht. Daarbij heeft de tolk echter geen zwijgrecht; dat wil zeggen dat de tolk door een rechter gedwongen kan worden om informatie vrij te geven.
NBTG is uitgever van het vakblad "Interpres".